# Ministero della cultura (Grecia)
Il Ministero della cultura (in greco Υπουργείο Πολιτισμού?) è un dicastero del governo greco che si occupa della conservazione del patrimonio culturale ed artistico della Grecia.
L'attuale ministro è Lina Mendōnī, in carica dal 9 luglio 2019.

## Storia
Fu fondato nel 1971 come Ministero della cultura e della scienza (Ὑπουργεῖον Πολιτισμοῦ καὶ Ἐπιστημῶν), venendo poi rinominato Ministero della cultura (Υπουργείο Πολιτισμού) il 26 luglio 1985.
Nel 2009 assorbì il Ministero dello sviluppo turistico, formando il Ministero della cultura e del turismo che ebbe tuttavia vita breve poiché nel 2012 fu re-istituito il Ministero del turismo e la delega alla cultura fu fusa insieme al Ministero della pubblica istruzione nel Ministero dell'istruzione, degli affari religiosi, della cultura e dello sport. Già nel 2013 dal neonato dicastero furono scorporate le deleghe a cultura e sport per formare nuovamente il Ministero della cultura e dello sport, nuovamente riassorbito dal Ministero dell'istruzione e degli affari religiosi tra gennaio e settembre 2015. Nel 2023 il Segretariato generale dello sport è stato nuovamente trasferito al Ministero dell'istruzione e degli affari religiosi.

## Elenco dei ministri della cultura e della scienza (1971-1985)
Partiti
  Nessun partito
  Governo militare
  National Radical Union
  Nuova Democrazia
  Movimento Socialista Panellenico
| No. | Foto              | Nome                            | Mandato           | Mandato           | Primo Ministro | Primo Ministro             |
| No. | Foto              | Nome                            | Inizio            | Termine           | Primo Ministro | Primo Ministro             |
| --- | ----------------- | ------------------------------- | ----------------- | ----------------- | -------------- | -------------------------- |
| 1   |                   | Konstantinos Panagiotakis       | 26 agosto 1971    | 25 novembre 1973  |                | Geōrgios Papadopoulos      |
| 1   | Spyros Markezinis | Konstantinos Panagiotakis       | 26 agosto 1971    | 25 novembre 1973  |                |                            |
| 2   |                   | Dimitrios Tsakonas              | 25 novembre 1973  | 24 luglio 1974    |                | Adamantios Androutsopoulos |
| 3   |                   | Kōnstantinos Tsatsos            | 24 luglio 1974    | 9 ottobre 1974    |                | Konstantinos G. Karamanlis |
| 4   |                   | Ioannis Michail Panagiotopoulos | 9 ottobre 1974    | 21 novembre 1974  |                | Konstantinos G. Karamanlis |
| 5   |                   | Konstantinos Trypanis           | 21 novembre 1974  | 28 novembre 1977  |                | Konstantinos G. Karamanlis |
| 6   |                   | Georgios Plytas                 | 28 novembre 1977  | 25 settembre 1978 |                | Konstantinos G. Karamanlis |
| 7   |                   | Demetrios Nianias               | 25 settembre 1978 | 10 maggio 1980    |                | Konstantinos G. Karamanlis |
| 8   |                   | Andreas Andrianopoulos          | 10 maggio 1980    | 21 ottobre 1981   |                | Geōrgios Rallīs            |
| 9   |                   | Melina Merkouri                 | 21 ottobre 1981   | 26 luglio 1985    |                | Andreas Papandreou         |

## Elenco dei ministri della cultura (1985–2009)
Partiti
  Nessun partito
  Governo di transizione
  Nuova Democrazia
  Movimento Socialista Panellenico
Stato
     Ministro facente funzioni
☦ Ministro deceduto durante il mandato
| No. | Foto                 | Nome                                   | Mandato           | Mandato           | Primo Ministro | Primo Ministro             |
| No. | Foto                 | Nome                                   | Inizio            | Termine           | Primo Ministro | Primo Ministro             |
| --- | -------------------- | -------------------------------------- | ----------------- | ----------------- | -------------- | -------------------------- |
| 9   |                      | Melina Merkouri                        | 26 luglio 1985    | 2 luglio 1989     |                | Andreas Papandreou         |
| 10  |                      | Anna Psarouda-Benaki                   | 2 luglio 1989     | 7 luglio 1989     |                | Tzannīs Tzannetakīs        |
| 11  |                      | Georgios Mylonas                       | 7 luglio 1989     | 23 novembre 1989  |                | Tzannīs Tzannetakīs        |
| 11  | Ioannis Grivas       | Georgios Mylonas                       | 7 luglio 1989     | 23 novembre 1989  |                |                            |
| 12  |                      | Sotiris Kouvelas                       | 23 novembre 1989  | 13 febbraio 1990  |                | Xenophon Zolotas           |
| 13  |                      | Georgios Mylonas                       | 13 febbraio 1990  | 11 aprile 1990    |                | Xenophon Zolotas           |
| 14  |                      | Tzannīs Tzannetakīs                    | 11 aprile 1990    | 8 agosto 1991     |                | Konstantinos Mitsotakis    |
| 15  |                      | Anna Psarouda-Benaki                   | 8 agosto 1991     | 3 dicembre 1992   |                | Konstantinos Mitsotakis    |
| 16  |                      | Dora Bakoyannis                        | 7 dicembre 1992   | 13 ottobre 1993   |                | Konstantinos Mitsotakis    |
| 17  |                      | Melina Merkouri                        | 13 ottobre 1993   | 6 marzo 1994 ☦    |                | Andreas Papandreou         |
| -   |                      | Thanos Mikroutsikos (facente funzioni) | 6 marzo 1994      | 16 marzo 1994     |                | Andreas Papandreou         |
| 18  | Thanos Mikroutsikos  | 16 marzo 1994                          | 22 gennaio 1996   |                   |                | Andreas Papandreou         |
| 19  |                      | Stavros Benos                          | 22 gennaio 1996   | 25 settembre 1996 |                | Konstantinos Simitis       |
| 20  |                      | Evangelos Venizelos                    | 25 settembre 1996 | 19 febbraio 1999  |                | Konstantinos Simitis       |
| 21  |                      | Elisavet Papazoi                       | 19 febbraio 1999  | 13 aprile 2000    |                | Konstantinos Simitis       |
| 22  |                      | Theodoros Pangalos                     | 13 aprile 2000    | 20 novembre 2000  |                | Konstantinos Simitis       |
| 23  |                      | Evangelos Venizelos                    | 20 novembre 2000  | 10 marzo 2004     |                | Konstantinos Simitis       |
| 24  |                      | Kōstas Karamanlīs                      | 10 marzo 2004     | 15 febbraio 2006  |                | Konstantinos A. Karamanlis |
| 25  |                      | Georgios Voulgarakis                   | 15 febbraio 2006  | 19 settembre 2007 |                | Konstantinos A. Karamanlis |
| 26  |                      | Michalis Liapis                        | 19 settembre 2007 | 7 gennaio 2009    |                | Konstantinos A. Karamanlis |
| 27  |                      | Antōnīs Samaras                        | 8 gennaio 2009    | 7 ottobre 2009    |                | Konstantinos A. Karamanlis |
| 27  | George A. Papandreou | Antōnīs Samaras                        | 8 gennaio 2009    | 7 ottobre 2009    |                |                            |

## Elenco dei ministri della cultura e del turismo (2009-2012)
Partiti
  Nessun partito
  Governo di transizione
  Nuova Democrazia
  Movimento Socialista Panellenico
| No. | Foto                   | Nome                  | Mandato        | Mandato        | Primo Ministro | Primo Ministro       |
| No. | Foto                   | Nome                  | Inizio         | Termine        | Primo Ministro | Primo Ministro       |
| --- | ---------------------- | --------------------- | -------------- | -------------- | -------------- | -------------------- |
| 28  |                        | Pavlos Geroulanos     | 7 ottobre 2009 | 17 maggio 2012 |                | George A. Papandreou |
| 28  | Lucas Papademos        | Pavlos Geroulanos     | 7 ottobre 2009 | 17 maggio 2012 |                |                      |
| 28  | Panagiōtīs Pikrammenos | Pavlos Geroulanos     | 7 ottobre 2009 | 17 maggio 2012 |                |                      |
| 29  |                        | Tatiana Karapanagioti | 17 maggio 2012 | 21 giugno 2012 |                |                      |
| 29  | Antōnīs Samaras        | Tatiana Karapanagioti | 17 maggio 2012 | 21 giugno 2012 |                |                      |

## Elenco dei ministri della pubblica istruzione, affari religiosi, cultura e lo sport (2012-2013)
Partiti
  Nuova Democrazia
| No. | Foto | Nome                        | Mandato        | Mandato        | Primo Ministro | Primo Ministro  |
| No. | Foto | Nome                        | Inizio         | Termine        | Primo Ministro | Primo Ministro  |
| --- | ---- | --------------------------- | -------------- | -------------- | -------------- | --------------- |
| 30  |      | Konstantinos Arvanitopoulos | 21 giugno 2012 | 25 giugno 2013 |                | Antōnīs Samaras |

## Elenco dei ministri della cultura e dello sport (dal 2013)
Partiti
  Nuova Democrazia
  SYRIZA
  Unione Sociale
| No.  | Foto                         | Nome                  | Mandato           | Mandato           | Primo Ministro | Primo Ministro  |
| No.  | Foto                         | Nome                  | Inizio            | Termine           | Primo Ministro | Primo Ministro  |
| ---- | ---------------------------- | --------------------- | ----------------- | ----------------- | -------------- | --------------- |
| 31   |                              | Panos Panagiotopoulos | 25 giugno 2013    | 10 giugno 2014    |                | Antōnīs Samaras |
| 32   |                              | Kōnstantínos Tasoúlas | 10 giugno 2014    | 26 gennaio 2015   |                | Antōnīs Samaras |
| 32   | Antōnīs Samaras              | Kōnstantínos Tasoúlas | 10 giugno 2014    | 26 gennaio 2015   |                |                 |
| 33   |                              | Aristeidis Baltas     | 26 gennaio 2015   | 27 agosto 2015    |                |                 |
| 33   | Alexīs Tsipras               | Aristeidis Baltas     | 26 gennaio 2015   | 27 agosto 2015    |                |                 |
| 34   |                              | Frosso Kiaou          | 27 agosto 2015    | 23 settembre 2015 |                |                 |
| 34   | Vasilikī Thanou-Christofilou | Frosso Kiaou          | 27 agosto 2015    | 23 settembre 2015 |                |                 |
| (33) |                              | Aristeidis Baltas     | 23 settembre 2015 | 8 luglio 2019     |                |                 |
| (33) | Alexīs Tsipras               | Aristeidis Baltas     | 23 settembre 2015 | 8 luglio 2019     |                |                 |
| 35   |                              | Lina Mendoni          | 8 luglio 2019     | 25 maggio 2023    |                |                 |
| 35   | Kyriakos Mītsotakīs          | Lina Mendoni          | 8 luglio 2019     | 25 maggio 2023    |                |                 |
| 36   |                              | Giōrgos Koumentakis   | 25 Maggio 2023    | 27 giugno 2023    |                |                 |
| 36   | Iōannīs Sarmas               | Giōrgos Koumentakis   | 25 Maggio 2023    | 27 giugno 2023    |                |                 |
| (35) |                              | Lina Mendoni          | 27 giugno 2023    | in carica         |                |                 |
| (35) | Kyriakos Mītsotakīs          | Lina Mendoni          | 27 giugno 2023    | in carica         |                |                 |